# Gösta Nystroem
Gösta Nystroem, ursprungligen Nyström, född 13 oktober 1890 i Silvbergs socken i Dalarna, död 9 augusti 1966 på Särö i Hallands län, var en svensk tonsättare och musikrecensent.

## Biografi
Gösta Nystroem var son till överläraren Karl Johan Nyström och Amanda Sofia, född Nilsson. Föräldrarna var båda från Rytterne i Västmanland, men Gösta, hans äldre bror och yngre syster föddes i Silvberg, där föräldrarna bodde några år och där fadern var lärare i Ulvshyttans skola. När Gösta Nystroem var barn flyttade emellertid familjen till Österhaninge i Södermanland och bodde då i skolhuset vid kyrkan, där också hans yngsta syskon föddes. Under Nystroems barndom drabbades familjen av en tragedi, då den äldste sonen Ture – på vintern 1902 – vådasköt sig själv till döds under en skidtur tillsammans med Gösta. Året därpå brann deras hem, skolhuset.
Som ung var Nystroem även bildkonstnär och en av de första svenska kubisterna. Men han bestämde sig för att bli tonsättare och utbildade sig först vid Musikkonservatoriet i Stockholm 1913–1914, därefter för professor Liebermann i Köpenhamn, där han även var bosatt 1916–1920. I Paris, där han bodde 1920–1932, studerade han först komposition för Vincent d'Indy och dirigering för Camille Chevillard samt under de sista Parisåren komposition för Leonid Sabanejev. 
I Paris tog han starka intryck av Claude Debussy och Igor Stravinskij, vilket bland annat märks i pianosviten Regrets (1924) och den symfoniska dikten Ishavet (1925), och senare av Arthur Honegger. Efter att ha bott i Frankrike i flera år flyttade han under första halvan av 1930-talet till Göteborg, där han 1932–1947 arbetade som musikrecensent vid Göteborgs Handels- och Sjöfarts Tidning där han stod för musikkritik, men har för eftervärlden blivit ihågkommen för en rasistisk recension av Louis Armstrongs konsert i Göteborg under hösten 1933.
Sedermera bosatte han sig på Särö vid västkusten, söder om Göteborg. Som människa och tonsättare var han beroende av att leva vid havet. Han blev ledamot av Musikaliska akademien 1941, samt filosofie hedersdoktor vid Göteborgs universitet 1958. Nystroem var medlem av Publicistklubben samt Svenska journalistföreningen. Han var Riddare av Vasaorden (1946) och ledamot av Musikaliska akademien (1941).
År 1958 utnämndes Nystroem till hedersdoktor vid Göteborgs universitet.
Gösta Nystroem var gift från 1921 med skulptören Gladys Heyman (1891–1946) och från 1950 med Helen Lyon (1897–1990) i hennes andra äktenskap. Med sin första hustru fick han tre döttrar, textilkonstnären Joy Zandén (1922–2017), bildkonstnären Liliane Nystroem (1924–1987) och Mona Batt (född 1927). Han blev morfar till skådespelarna Philip och Jessica Zandén.
Han är begravd på Hanhals övre kyrkogård. Hans efterlämnade självbiografiska texter utkom 1968 med hans egna illustrationer under titeln Allt jag minns är lust och ljus.

## Musik
Nystroems musik anses som måttligt modernistisk. Den är influerad av tidens franska konstmusik, men har ändå en "nordisk ton" i botten. Den är oftast vemodigt stämd eller upprörd, och klingar mycket sällan optimistiskt. 
Bland Nystroems främsta verk räknas hans romanser. Mest kända är de som ingår i samlingarna Sånger vid havet (1942), På reveln (1948) och Själ och landskap: Nya sånger vid havet (1950). Ett annat vokalverk är körsviten Tre havsvisioner (1956). I alla dessa samlingar har Nystroem tonsatt dikter av bland andra Ebba Lindqvist. Med henne delade han det djupa förhållandet till havet. 
För orkester komponerade han bland annat sex symfonier. Av dessa räknas Sinfonia espressiva (1935–1937) och Sinfonia del mare (1947–1948) som de främsta. Sinfonia espressiva är fyrsatsig och inleds med en sats för enbart stråkorkester och pukor. I de följande satserna lägger Nystroem till några blåsinstrumentgrupper åt gången och når på så sätt en klimax i finalen, då hela orkestern spelar. Sinfonia del mare, havssymfonin, är skriven i en enda lång sats med havsinspirerade stämningar. Den är Nystroems populäraste verk och har kanske kommit att överskugga andra viktiga verk av honom. Mitt i symfonin finns ett parti där en sopran sjunger dikten "Det enda" av Ebba Lindqvist.
Nystroem komponerade en opera, Herr Arnes penningar (1958), baserad på Selma Lagerlöfs roman.

## Priser och utmärkelser
- 1941 – Ledamot nr 630 av Kungliga Musikaliska Akademien
- 1958 – Hedersdoktor vid Göteborgs universitet
- 1960 – Spelmannen
- 1965 – Medaljen för tonkonstens främjande

## Verk i urval

### Orkesterverk
- Rondo capriccioso, 1927
- Sinfonia breve, 1929–1931
- Concerto pour orchestre d'archets (Konsert nr 1 för stråkorkester), 1930
- Sinfonia espressiva, 1935–1937
- Sinfonia del mare, 1947–1948
- Symfoni nr 4, 1952. Senare reviderad och förkortad. Bar ursprungligen namnet Sinfonia shakespeariana som tonsättaren senare såg som överflödigt.
- Concerto per orchestra d'archi (Konsert nr 2 för stråkorkester), 1955
- Sinfonia seria, 1963, för stråkorkester, flöjt, slagverk, celesta, harpa och piano
- Sinfonia tramontana, 1965

### Verk för soloinstrument och orkester
- Violakonsert, Hommage à la France, 1940
- Sinfonia concertante för cello och orkester, 1944
- Partita för flöjt med stråkorkester och harpa, 1953
- Violinkonsert, 1954/1957
- Concerto ricercante för piano med stråkorkester, slagverk, harpa och celesta, 1959

### Sceniska verk
- Herr Arnes penningar, opera, 1958

### Solosång med piano eller orkester
- Sånger vid havet, 1942, för sång och piano eller orkester. Tillägnade Aulikki Rautawaara. Omtryckt 1985.
  - 1. "Ute i skären" (Ebba Lindqvist)
  - 2. "Nocturne" (Edith Södergran)
  - 3. "Havets visa" (Hjalmar Gullberg)
  - 4. "Jag har ett hem vid havet" (Ragnar Jändel)
  - 5. "Jag väntar månen" (Hjalmar Gullberg)
- På reveln, 1948, för sång och piano
  - 1. "På reveln" (Anders Österling)
  - 2. "Otrolig dag" (Einar Malm)
  - 3. "Havet sjunger" (Ebba Lindqvist)
- Själ och landskap: Nya sånger vid havet, 1950, för sång och piano (samtliga texter av Ebba Lindqvist)
  - 1. "Vitt land"
  - 2. "Önskan"
  - 3. "Bara hos den"
- Tre havsvisioner, 1956 
  - 1. Havets hand (E Diktonius)
  - 2. Vid havet (Lindqvist)
  - 3. Havet (Ekelund)
- I ljusningen, tre vår- och sommardikter (Harry Martinson), 1961 
  - 1. I ljusningen
  - 2. Före åskstormen
  - 3. Midsommardrömmen
- Det satt en katt vid Kattegatt (A M Roos), 1946
- Sånger 1–2, 1917 
  - 1. Der er i skogen (anon), även i Fru Musica, bd 5 [1919],
  - 2. Ord mot det tomma (anon);
- Natt vid sätern (C Giinther) [1919]
- Hjärtat (B Bergman) [1921]
- Lillebarn (dens) (Fru Musica, 10 [1924]);
- 8 dikter ur "Ångest"/8 poémes tirés de "Angoisse" (P Lagerkvist)
- 3 sånger för orkester ur musiken till "Stormen" (W Shakespeare) 1938
- Ariels sång 1–2, 
  - 1. Junos och Ceres sång (endast klaverutdrag)
  - 2. Karlekens visa (Lagerkvist), 1942
- Den röda blomman, (G Bergman) 1945
- En frivillig (M Stiernstedt), 1945
- Sånger 1–2, 1945: 
  - Gubben och gumman skulle mota vall
  - Nocturne (A Österling);
- Bön (dens), 1945;
- Ur Höga visan: 
  - Huru skön och huru ljuv
  - Säg mig du
- Som ett blommande mandelträd (Lagerkvist), 1946
- Att älska i vårens tid/Foraarsnat (G Rybrant/M Lorentzen), 1948;
- Jag diktar för ingen, (V Ekelund) 1949
- Brunnen (] Hemmer), 1949
- Legend (C Krantz), 1951
- Kom min älskade (Höga visan) (Svensk sånglyrik, 2, 1951)
- 2 viser (Lorentzen), Khvn 1951
- Det finns inga ord (Roberta), 1951
- Det enda (Lindqvist), 1951
- Sommarmusik, 1964

### Kör a cappella
- Tre havsvisioner, 1956
  - "Havets hand" (Elmer Diktonius)
  - "Vid havet" (Ebba Lindqvist)
  - "Havet" (Vilhelm Ekelund)
- Golfiner (Claes E. Claesson)
  - "Den skygges uthav"
  - "Tropisk orkester"
  - "Havsdagrar och molnflockar"

## Filmmusik
- 1947 – 40 år med kungen (En krönika 1907–1947)
- 1948 – Intill helvetets portar
- 1951 – Leva på "Hoppet"
- 1966 – Ungersvennen och de sex prinsessorna (TV)

## Piano
- Valse marine (1920)
- Regrets, six piéces (Paris, 1926)
- Prélude pastoral (1960)